# باد یورکین
باد یورکین (انگلیسی: Bud Yorkin؛ زادهٔ ۲۲ فوریهٔ ۱۹۲۶-درگذشته ۱۸ اوت ۲۰۱۵) یک کارگردان فیلم اهل ایالات متحده آمریکا بود. وی بین سال‌های ۱۹۵۲ تا ۲۰۰۷ میلادی فعالیت می‌کرد.

از فیلم‌ها یا برنامه‌های تلویزیونی که وی در آن نقش داشته است می‌توان به برای پسران اشاره کرد.
وی همچنین برنده جوایزی همچون جایزه امی شده است.